# 赤いブーツの女
『赤いブーツの女』（あかいブーツのおんな、フランス語： La Femme aux bottes rouges、イタリア語： La ragazza con gli stivali rossi、スペイン語： La mujer con botas rojas）は、フアン・ルイス・ブニュエルが共同脚本・監督した1974年の映画、またその作品をノベライズ化した小説である。 主演はカトリーヌ・ドヌーヴ。

## あらすじ
作家のフランソワーズはいつも光沢のある赤革のロングブーツを愛用していた。彼女は画家志望のリシャールと友達なのか恋人なのかあいまいな関係のまま同居生活を送っていた。ある日、フランソワーズは知らない男が自分の小説『秘密』について問い合わせている様子を見かける。『秘密』は内容の難解さからあまり人気が出ていなかったこともあり、彼女はその男に興味を示す。男は雑誌社の代表マルク・ビリエであり、株の仲買人ペルーも車の中からビリエを目撃していた。
ペルーはカフェでコーヒーを飲もうとしていた際、フランソワーズに裸体を見せつけられたことがあり、それが幻なのかもしれないと思いつつも、彼女を執着していた。また、彼は芸術に対するコンプレックスからそれを憎んでいたが、彼女との邂逅によって激しいあこがれに変わり、芸術を金で支配しようと考えていた。彼女がビリエに興味を抱いたと知ったペルーは、自分の運転手を介してビリエを陥れる。その結果、マルクはフランソワーズと結び付けられ、勘違いから自分の妻を殺してしまった結果、自らの会社を追われてしまう。
やがて、ペルーは自分の別荘にフランソワーズ、ビリエ、そしてリシャールを呼び寄せる。この別荘は過去にペルーが数人の芸術家を呼び寄せた末に殺した場所であり、フランソワーズが次のターゲットになるはずだったが、彼女の超能力によって失敗に終わる。
そして、残されたフランソワーズはくじでリシャールを選ぶと、彼の描いた絵画の中に入り込んだ。

## スタッフ
- 監督 - フアン・ルイス・ブニュエル[3]
- 脚本 - ジャン＝クロード・カリエール、フアン・ルイス・ブニュエル[3]
- 撮影 - レオポルド・ヴィラセニョール(Leopoldo Villaseñor)[3]

## キャスト
- カトリーヌ・ドヌーヴ - フランソワーズ[4]
- フェルナンド・レイ - ペルー[4]
- ジャック・ウェベール(Jacques Weber)[3] - リシャール[4]
- ラウラ・ベッティ（英語版） - Leonore[4]（レオノーレ）
- ホセ・サクリスタン[3]
- アダルベルト・マリア・メルリ(Adalberto Maria Merli) - マルク・ビリエ[4]